# Vertiko

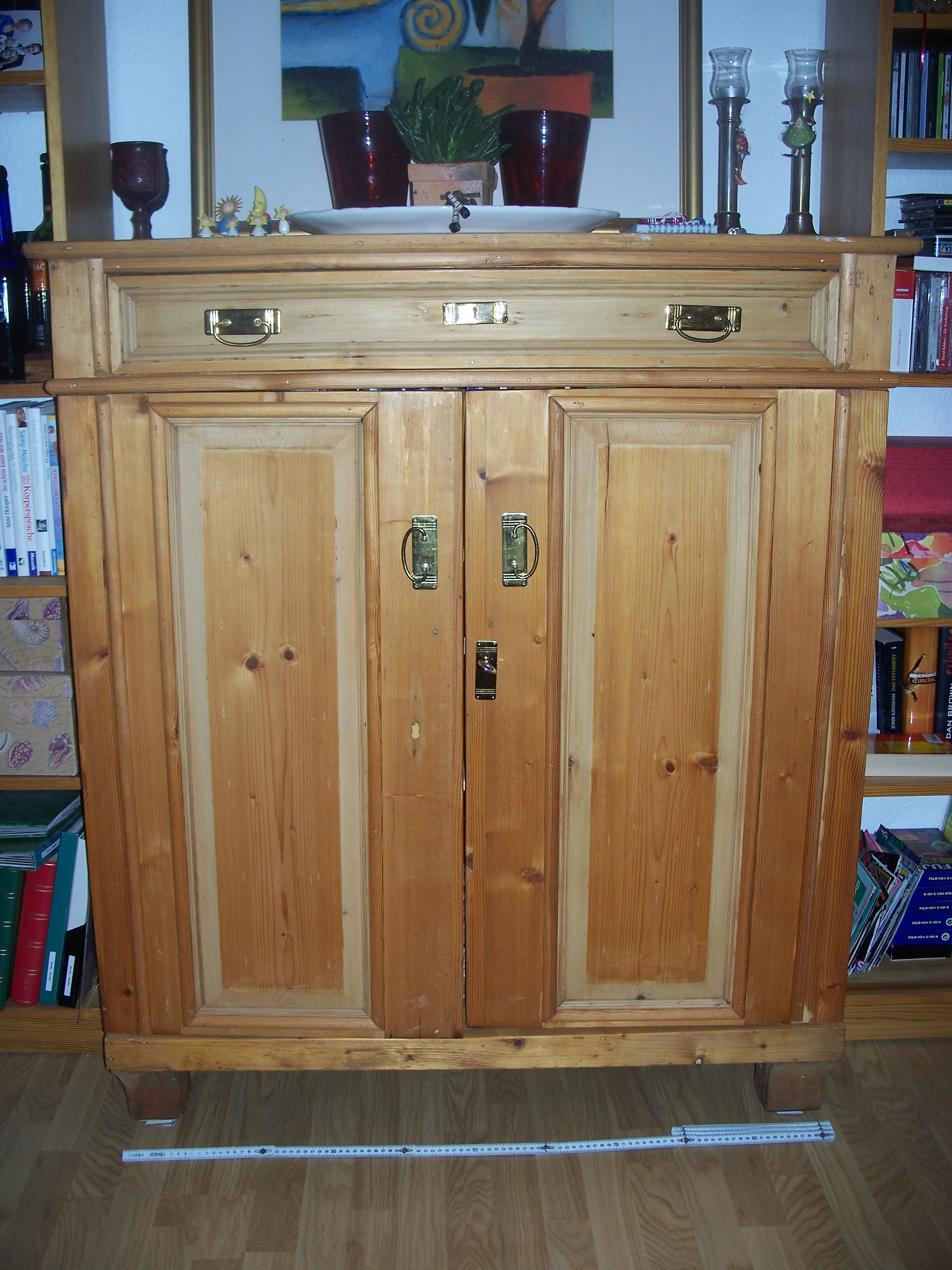
Typisches Vertiko aus Weichholz

Das Vertiko, gelegentlich auch in der Schreibweise Vertikow, ist ein vertikal ausgerichtetes Behältnismöbel. Zumeist hat es zwei Türen und eine darüberliegende Schublade mit Deckplatte. Es ist höher als eine Kommode, aber niedriger als ein Schrank und besitzt meist einen regalartigen Aufsatz, der zum Aufstellen von Ziergegenständen diente.

## Name
Der Name leitet sich wahrscheinlich von seinem ersten Verfertiger her, dem Berliner Tischlermeister Otto Vertikow - zumindest findet sich die Schreibweise "Vertikow" zur Bezeichnung dieses Möbels in zeitgenössischen Katalogen. Möglicherweise hat auch die vertikale Bauweise zur Namensgebung beigetragen. Gesichert sind beide Varianten jedoch nicht.

## Verwendung

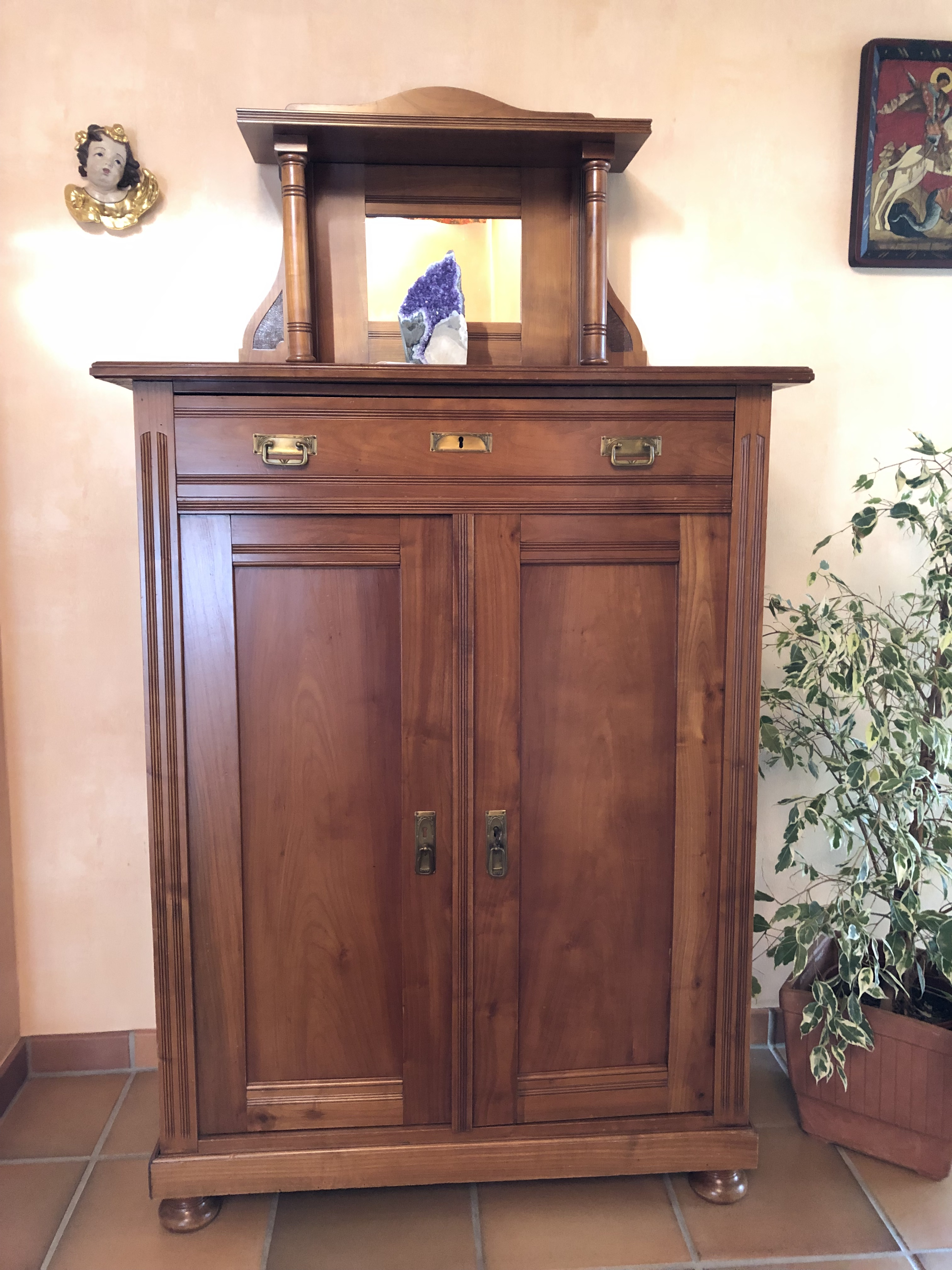
Vertiko aus Kirschholz

Durch die geringe Höhe konnte das Möbel auch in einfacheren Häusern mit niedrigen Räumen aufgestellt werden, bot andererseits aber mehr Stauraum als eine Kommode, trotzdem konnten auf der Deckplatte und dem Aufsatz noch Ziergegenstände ihren Platz finden. Hinter den beiden Türen konnte man z. B. Geschirr aufbewahren, in der Schublade Tischwäsche. Typischer Standort war das Wohnzimmer.

## Herstellung
Dieser Möbeltyp wurde von etwa 1860 bis 1910 hergestellt, also überwiegend im Stil des Historismus oder des Jugendstils. Die Holz- und Verarbeitungsqualität der meisten Vertikos lässt erkennen, dass es sich um ein typisches Möbel für die unteren und mittleren Bevölkerungsschichten handelte, das auch durch industrielle Herstellung erschwinglich war. So wurde z. B. häufig preiswertes Weichholz verwendet und durch Lasuren oder aufgemalte Maserung der Eindruck eines wertvolleren Holzes erzeugt; häufig wurden diese Stücke dann später abgelaugt und präsentieren sich heute holzsichtig. Ornamente, Profilleisten und Schnitzereien wurden meist maschinell hergestellt, auch maschinell gedrechselte Elemente und Sperrholz kamen zum Einsatz. 